# Naturschutzgebiet Landenbecker Klippe
Das Naturschutzgebiet Landenbecker Klippe mit einer Größe von 3,0 ha liegt südlich von Landenbeck im Gemeindegebiet von Eslohe. Das Gebiet wurde 2008 mit dem Landschaftsplan Eslohe durch den Hochsauerlandkreis als Naturschutzgebiet (NSG) ausgewiesen.

## Gebietsbeschreibung
Alter Rotbuchenbestand mit bis zu 8 m hohen Felsen an einem über 150 m langes Felsenband am Hangfuß des Wiesenberges. Die großen Felsen sind teils sehr moosreich, teilweise finden sich auch einzelne Ebereschen, Waldschwingel und Farnarten im Felsbereich. Das Felsplateau ist neben einzelnen Traubeneichen mit Fichten bestockt. Die westliche Teilfläche des Buchenbestandes wird überwiegend aus Bäumen mittleren bis starkem Baumholzes gebildet, teilweise ist liegendes Totholz mit Wurzeltellern vorhanden. Im Osten ist das Schutzgebiet durch dicht stehende jüngere Buchen geprägt. Durch die starke Beschattung ist die Bodenvegetation hier nur sehr spärlich ausgebildet. 
Im Schutzgebiet kommen die Pflanzenarten Berg-Weidenröschen, Braunstieliger Streifenfarn, Eichenfarn, Fuchssches Greiskraut, Gewöhnlicher Tüpfelfarn, Heidelbeere, Himbeere, Mauerlattich, Pillen-Segge, Roter Fingerhut, Schmalblättriges Weidenröschen, Schwarzer Holunder, Traubeneiche, Wald-Habichtskraut und Weiße Hainsimse vor.
Der Landschaftsplan führt zum Wert des NSG aus: „Der sehr typisch ausgebildete Bestand ist als Refugial- und Ausbreitungslebensraum für die Lebensgemeinschaft der sauren Buchenwälder von herausragender Bedeutung innerhalb des durch großflächige Fichtenforste dominierten Rothaargebirges. Zudem kommt dem Felsband eine besondere Bedeutung für den Schutz von Arten der Sonderbiotope zu. Primäres Schutzziel ist die Erhaltung der Buchenbestockung sowie der strukturellen Vielfalt der Bestände. Liegendes wie stehendes Totholz, Wurzelteller und Baumstubben sind unbedingt als typische Habitate totholzbewohender Arten zu bewahren und durch eine naturnahe Waldwirtschaft zu fördern. Als Entwicklungsmaßnahme ist die Umwandlung der auf dem Felsband stockenden Fichtenbestände in einen bodenständigen Gehölzbestand zu nennen.“

## Schutzzweck
Schutz des Buchenbestandes mit großer strukturellen Vielfalt. Sicherung des historischen Hohlweges. 